# HD 22695
HD 22695，又名BD+16 484，SAO 93536、HR 1110，是一颗恒星，视星等为6.16，位于銀經170.9，銀緯-30.28，其B1900.0坐标为赤經3h 33m 46.3s，赤緯+16° -30.28′ 41″。